# The White Noise
The White Noise (tussen 2019-2015 bekend onder de naam Set the Sun) is een Amerikaanse voormalige punkband afkomstig uit Dallas en later gevestigd in Los Angeles. De band werd in 2009 opgericht door David Southern en Alex Summers en heeft sindsdien in wisselende samenstellingen meerdere ep's en één studioalbum uitgebracht. Op 2 november 2018 kondigde de band via Twitter aan dat ze op 15 december in Dallas hun laatste optreden zouden geven.

## Personele bezetting

### Leden tot 2018
- David Southern - Zang (2009–2018), slaggitaar (2009-2016), bas (2016–2018)
- Shawn Walker - Zang (2013–2018), zang (2017–2018) bas (2012)
- Josh "KJ" Strock - Leadgitaar (2013–2018)
- Bailey Crego - Bas (2014–2016), achtergrondzang (2014–2018), slaggitaar (2016–2018)
- Tommy West - Drums (2014–2018)

## Discografie

### Als The White Noise[2]
Albums
| Titel | Albumgegevens                                    |
| ----- | ------------------------------------------------ |
| AM/PM | - Uitgebracht in: 2017 - Label: Fearless Records |

Ep's
| Titel            | Albumgegevens                                    |
| ---------------- | ------------------------------------------------ |
| Aren't You Glad? | - Uitgebracht in: 2016 - Label: Fearless Records |

### Als Set the Sun
Ep's
| Titel       | Albumgegevens                                    |
| ----------- | ------------------------------------------------ |
| Set the Sun | - Uitgebracht in: 2011 - Label: zelf uitgebracht |
| Desolate    | - Uitgebracht in: 2011 - Label: zelf uitgebracht |